# Dichiarazione solenne sull'Unione europea
La dichiarazione solenne sull'Unione europea (detta anche dichiarazione di Stoccarda) fu adottata  dai 10 capi di Stato e di Governo delle allora Comunità europee a Stoccarda in occasione del Consiglio europeo del 17-19 giugno 1983.

## Descrizione
Il 6 novembre del 1981 i governi di Italia e Germania Ovest in una dichiarazione congiunta (il cosiddetto "piano Genscher-Colombo") proposero ai membri della Comunità un progetto di "Atto europeo" teso ad approfondire l'integrazione del continente europeo. Il Consiglio europeo del 26-27 novembre 1981 diede mandato ai Ministri degli esteri di approfondire una riflessione sull'argomento: il prodotto di questa riflessione fu la dichiarazione poi firmata.
I principali punti toccati dalla dichiarazione sono:
- la volontà di approfondire e rafforzare l'integrazione;
- la riaffermata adesione ai principi democratici e al rispetto dei diritti umani dei paesi membri;
- la chiamata ad una maggiore coerenza di azione e coordinamento sulle politiche comuni, anche in relazione a procedure di decisione più efficienti;
- la prima istituzionalizzazione del Consiglio europeo;
- un rafforzamento dei poteri del Parlamento europeo;
- un maggiore coordinamento della Comunità sui temi economici, monetari, mercato interno, politiche industriali e agricoltura;
- un rafforzamento del coordinamento in politica estera nel quadro della Cooperazione politica europea;
- una maggiore cooperazione sui temi culturali;
- un impegno sull'armonizzazione delle legislazioni europee, soprattutto nel campo del completamento del mercato unico;

La dichiarazione, che avrebbe dovuto essere rivista ogni 5 anni, è stata la base del dibattito che ha poi portato nel 1986 all'adozione dell'Atto unico europeo.